# Gottlob David Hartmann

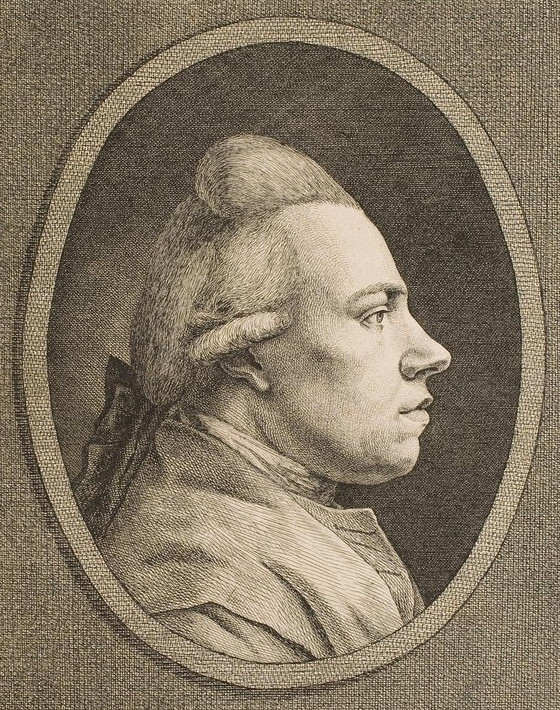
Gottlob David Hartmann

Gottlob David Hartmann (geboren am 2. September 1752 in Roßwag; gestorben am 5. November 1775 in Mitau) war ein deutscher Schriftsteller.

## Leben
Hartmanns Vater Israel Hartmann (1725–1806)  war Waisenschulmeister in Ludwigsburg und wünschte den Sohn zum Theologen auszubilden. Er schickte ihn daher von 1767 bis 1771 auf die Klosterschulen in Blaubeuren und Bebenhausen, anschließend trat Hartmann in das Tübinger Stift ein, wo er 1773 zum Magister promoviert wurde und sich mit Johann Ludwig Huber befreundete, der dort nach seiner Amtsentsetzung und Haft als Privatmann lebte und dessen Biografie der Hartmanns in mancher Hinsicht ähnelte.
Es hatte sich schon früh gezeigt, dass Hartmanns Interessen eher der Philosophie und der Geschichte als der Theologie galten, vor allem aber der Literatur, wo er Klopstock, Michael Denis und Karl Friedrich Kretschmann bewunderte und verehrte.
Außerdem führte er einen ausgedehnten Briefwechsel mit Bodmer und Lavater in Zürich, die er gelegentlich einer Reise nach Zürich Ende 1773 auch persönlich kennenlernte. Ein Porträt von Hartmann erschien in Lavaters Physiognomischen Fragmenten. Lavater schrieb dazu:

„So unvollkommen indeß dieß Bild seyn mag, so wenig es von der morgenröthlichen Farbe,
dem witzreichen festen Laͤcheln, dem leichtschöpferischen fertigen Geiste des Originals hat; — so
viel Aehnlichkeit hat's doch immer noch — große, feste, unbewegliche Kraft, eisernen Muth, stolze
Verachtung des Unsinns und der Blödigkeit anderer, edle Hartnäckigkeit, Gefühl seiner selbst
tiefdringendes, festhaltendes Genie auszudrücken.
So ein Gesicht läßt sich so leicht nichts angeben; nimmt nichts Abgefallenes auf; spricht
nicht ehrfurchtsvoll nach, was ein Gebieter vorspricht; es steht und geht und wirkt für sich selber!
In und durch sich selber! Dringt zur Rechten! zur Linken! vorwärts — läßt sich nie zurückdrängen!“

Auf die Empfehlung des Schweizer Gelehrten Johann Georg Sulzers hin, den Hartmann durch Bodmer und Lavater kennen gelernt hatte, berief der Herzog Peter von Kurland 1774 ihn zum Professor für Philosophie an das neugegründete akademische Gymnasium in Mitau. Eine große Wirksamkeit konnte Hartmann dort freilich nicht mehr entfalten, da er am schon am 5. November 1775 infolge eines „hitzigen Fiebers“ im Alter von nur 23 Jahren verstarb. Er wurde am 10. Dezember in der Trinitatiskirche in Mitau bestattet.
In seinen verstreut erschienenen Schriften, die nach seinem Tod von Christian Jakob Wagenseil gesammelt und herausgegeben wurden, zeigt Hartmann sich als begeisterter Besinger württembergischer Patrioten, darunter Huber und dessen Verteidiger Eberhard Friedrich von Gemmingen, wobei seine Vaterländsgesänge, die er als Barde Telynhard den von ihm verehrten Dichtern Denis (Barde Sined) und Kretschmann (Barde Rhingulph) widmete, freilich heute als mit nordisch-mythologischem Zierrat überfrachtet erscheinen. Adolf Wohlwill relativierte 1879 in der Allgemeinen Deutschen Biographie solche Mängel mit den Worten:

„Doch entschädigt Hartmann […] durch den schwungvollen Ausdruck patriotischer Denkungsart, indem er bald an den deutschen Kaiser Worte der Verehrung und der Ermahnung richtet, bald die Mißregierung gewissenloser Despoten geißelt, bald dem eroberungssüchtigen französischen Erbfeind ein stolzes nationales Selbstgefühl entgegenstellt.“

In seinen zwei Bänden mit „Jahresfeiern“ behandelt er in poetischer Form die politischen Ereignisse der betreffenden Jahre. Am bekanntesten schließlich ist seine Schrift Sophron, oder die Bestimmung des Jünglings für dieses Leben, in der er sich kritisch mit den Ordnungsmechanismen am Tübinger Stift auseinandersetzte und für das Recht des Jünglings eintrat, dem eigenen Genius zu folgen.
Durch die Bekanntschaft mit Elisabeth von der Recke und die Lektüre des Werther wandelte er sich schließlich in seinem letzten Lebensjahr von einem Kritiker Herders und Goethes zu deren glühendem Verehrer.
Die Briefe Hartmanns an Bodmer, Lavater und andere befinden sich heute in der Zentralbibliothek Zürich. Ein Bestand mit Korrespondenz Hartmanns mit seinen Eltern und einigen Gedichten des 14-jährigen befindet sich im Staatsarchiv Ludwigsburg.

## Werke
- Sophron, oder die Bestimmung des Jünglings für dieses Leben. Dem Herrn Probst Spalding gewidmet. Mitau 1773, Ausg. Gotha 1779.
- Die Feyer des letzten Abends des Jahres 1772. Ein Gedicht. Leipzig 1773, Digitalisat.
- Die Feyer des Jahres 1771. An den Genius der Jahre. Von einem Jünglinge in Schwaben. Leipzig 1774, Digitalisat.
- Literarische Briefe an das Publicum. Zweytes und Drittes Paquet. Altenburg 1774 f., ZDB-ID 536875-3 (erstes Paquet ist von Gottlob Benedikt von Schirach).
- Mit Philipp Ludwig Ammermüller und Christian Friedrich Daniel Schubart: Der wahre Priester / Pardon all but thyself. 1775, Digitalisat.
- Hartmanns Professor zu Mitau, hinterlassene Schriften gesammelt und mit einer Nachricht von seinem Leben. Hg. Christian Jakob Wagenseil. Gotha 1779, Digitalisat.